# Luigi Ganna
Luigi Ganna (1. prosince 1883 Induno Olona, Varese – 2. října 1957 Varese) byl italský cyklista, první vítěz Gira d'Italia v roce 1909.

## Kariéra
Luigi Ganna přezdívaný El Luisin nebo také Luison se stal prvním vítězem Giro d'Italia.
Měl robustní, ale atletickou postavu, za což vděčil namáhavé zednické práci, za kterou každý den dojížděl do 10 km vzdáleného Milána. Na přelomu století si v 17 letech připadal připravený na cyklistické závody. I přes zákaz svých rodičů se zúčastnil dvou závodů a byl úspěšný.
V roce 1905 nechal plně vyznít svůj talent, když byl třetí v Giro di Lombardia za vítězným Gerbim. Půl hodiny po dojezdu závodu již Ganna pracoval na dvoře blízkého hostince, když za ním přišel pořadatel, aby mu předal prémii ve výši 18 lir. Tato částka přesvědčila rodiče, aby chlapce nechali v cyklistickém opojení.
Pozdější smlouva s Bianchi mu zajistila příjem 200 lir měsíčně. Ganna zvítězil v náročném závodě Milán – Turín – Milán a byl třetí v dalších dvou ročnících Gira di Lombardia. V roce 1908 byl nešťastně druhý v závodě Milán – San Remo za Belgičanem van Hauwertem i na Giru di Lombardia, pro změnu za Lucemburčanem Faberem.
Zlatým rokem byl pro Gannu rok 1909, když zvítězil na trase Milán – San Remo a také v prvním ročníku Giro d'Italia. Ještě před Girem přestoupil do týmu Atala. Na konci roku bylo na kontě mladého cyklisty něco okolo 37 000 lir, i proto si mohl postavit nový dům a oženit se.
V roce 1911 zvítězil ve své první horské etapě na Giru s dojezdem v Sestriere.
V roce 1912, jen několik dní po vítězném maratónu na 600 km, otevřel malou továrnu na bicykly. Sedm dělníků produkovalo tři jízdní kola denně. Lidé ho začali oslovovat Mušketýr  a novináři hledali další tři mušketýry. Nakonec to byli Galetti, Pavesi a Micheletto, kteří spolu s Gannou vytvořili vítěznou čtveřici z Gira 1912 v klasifikaci týmů. Tehdy Ganna odstoupil ve čtvrté etapě.
Ganna také vytvořil rychlostní rekord 40,5 km/h na velodromu Porta Ticinese, kde dřevěná prkna měla místy až centimetrové mezery.
Byl stále na vrcholu, když se roku 1915 rozhodl zanechat závodní činnosti a nadále se věnoval pouze stavbě závodních kol. Deset let poté začal vyrábět i motocykly. V roce 1951 Fiorenzo Magni zvítězil na Giru d'Italia s bicyklem od Luigiho Ganny.

## Vítězství
- Pohár Val d'Olona: 1906
- Corsa delle Tre Capitali: 1 etapa 1911
- Giro dell'Emilia: 1910
- Giro d'Italia: 6 etap mezi 1909 a 1910, celkově 1909.
- Giro di Sicilia: 2 etapy 1907
- Gran Fondo: 1912
- Milán – Modena: 1910
- Milán – Piano dei Giovi – Milán: 1906
- Milán – San Remo: 1909
- Milán – Turín: 1907
- San Remo – Ventimiglia – San Remo: 1907
- Turín – Milán – Turín: 1907